# Michelle Burgher
Michelle Burgher, född den 12 mars 1977 i Kingston, är en jamaicansk före detta friidrottare som tävlade huvudsakligen på 400 meter.
Burgher deltog vid Olympiska sommarspelen 2000 där hon sprang i försöken på 4 x 400 meter tillsammans med Charmaine Howell, Catherine Scott och Sandie Richards. Vid finalen bytes hon och Howell ut mot Deon Hemmings och Lorraine Graham. Laget slutade på andra plats efter USA. Emellertid blev USA av med sin guldmedalj sedan Marion Jones erkänt doping. IAAF har ännu inte korrigerat resultaten från detta mästerskap. 
Burgher deltog även vid inomhus-VM 2004 där hon blev utslagen i försöken på 400 meter. Samma år ingick hon i stafettlaget vid Olympiska sommarspelen i Aten på 4 x 400 meter. Tillsammans med Novlene Williams, Nadia Davy och Sandie Richards blev laget bronsmedaljörer efter USA och Ryssland.

## Personliga rekord
- 400 meter - 51,88